# Сопотот
Сопотот (Сопотa, болг. Сопотот, Сопотa) — село в Болгарии. Находится в Смолянской области, входит в общину Рудозем. Население составляет 345 человек.
Село находится в 25 км от областного центра — города Смолян и в 30 км от курорта Пампорово. Через село протекает река Чепинска, приток реки Арда.
Прежнее название села — Пискюлли.

## Политическая ситуация
В местном кметстве Сопотот, в состав которого входит Сопотот, должность кмета (старосты) исполняет Нюридин Хайриев Молабрахимов (Движение за права и свободы (ДПС)) по результатам выборов правления кметства в 2007 году.
Кмет (мэр) общины Рудозем — Николай Иванов Бояджиев (коалиция партий: Граждане за европейское развитие Болгарии (ГЕРБ), Земледельческий народный союз (ЗНС)) по результатам выборов 2007 года в правление общины.